# Georgia Benkart

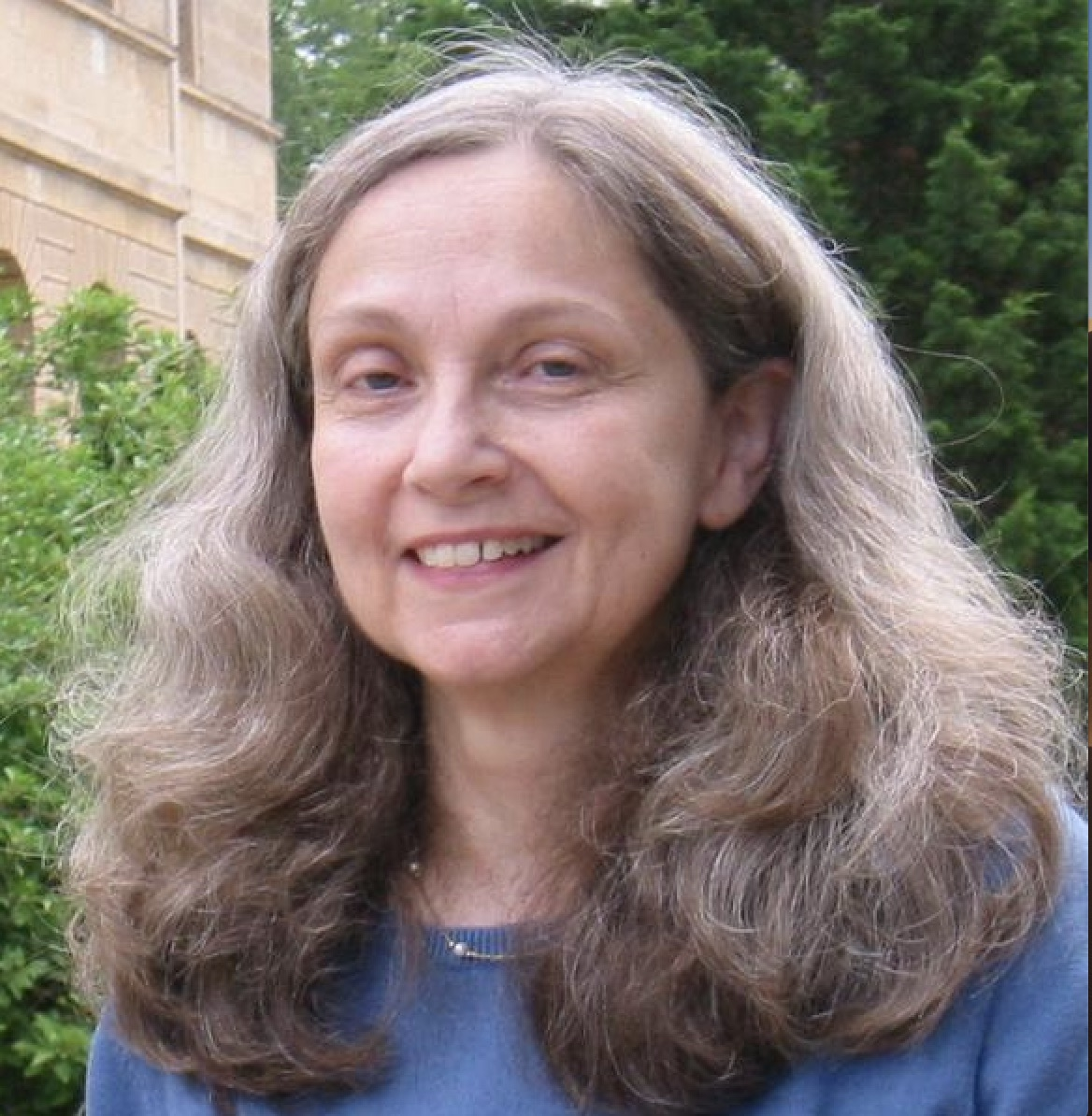
Georgia Benkart, 2010

Georgia Benkart (* 30. Dezember 1947 in Youngstown, Ohio; † 29. April 2022 in Madison, Wisconsin) war eine US-amerikanische Mathematikerin. Sie war Professorin an der University of Wisconsin–Madison und befasste sich mit Lie-Gruppen und Quantengruppen (sowie verwandten algebraischen Strukturen wie Lie-Superalgebren) und deren Darstellungstheorie sowie mit Kombinatorik der Darstellungstheorie von Lie-Algebren.

## Wissenschaftliche Karriere
Benkart studierte an der Ohio State University mit dem Bachelor-Abschluss 1970 (summa cum laude) und wurde 1974 an der Yale University bei Nathan Jacobson promoviert (Inner Ideals and the Structure of Lie Algebras). Danach ging sie an die University of Wisconsin-Madison; zuerst als MacDuffee Instructor, 1976 als Assistant Professor, 1983 als Professorin und dann als E. B. Van Vleck Professor. 2006 wurde sie emeritiert.
Daneben war sie u. a. Gastwissenschaftlerin am MSRI, am Institute for Advanced Study (Gastprofessorin 1996), am Aspen Center of Physics und an der University of Virginia.
Sie war Polya Lecturer der Mathematical Association of America und hielt 2014 die Noether Lecture (Walking on Graphs the Representation Theory of Ways) und die ICM Emmy Noether Lecture (Connecting the McKay correspondence and the Schur-Weyl duality). Sie war Woodrow Wilson Fellow und war Fellow der American Mathematical Society. 2009 bis 2011 war sie Präsidentin der Association for Women in Mathematics.

## Arbeiten
Sie leistete mit der Klassifikation modularer Lie-Algebren vom Rang 1 und dem Recognition Theorem wichtige Beiträge für die nachfolgende Klassifikation endlichdimensionaler einfacher modularer Lie-Algebren. Mit Tom Roby führte sie, inspiriert von der Algebra der Erzeugungs- und Vernichtungsoperatoren in der Physik, Down-up-Algebren ein. Sie erweiterte die Darstellung von Quantengruppen mit Crystal-Basen auf die Darstellung von Quanten-Superalgebren. Benkart klassifizierte auch die mit endlichen Wurzelsystemen gradierten Lie-Algebren.

## Schriften
- mit Daniel Britten und Frank Lemire: Stability in Modules for Classical Lie Algebras: A Constructive Approach. Memoirs of the American Mathematical Society 85. Providence, R.I.: American Mathematical Society, 1990.
- mit Bruce Allison und Yun Gao: Lie algebras graded by the root systems BCr, r ≥ 2. Memoirs of the American Mathematical Society 158. American Mathematical Society, 2002.
- mit Thomas Gregory und Alexander Premet: The recognition theorem for graded Lie algebras in prime characteristic. Memoirs of the American Mathematical Society 197. American Mathematical Society, 2009.